# Vít Bárta
Vít Bárta (ur. 5 grudnia 1973 w Pradze) – czeski polityk i przedsiębiorca, były deputowany, w latach 2010–2011 minister transportu, w 2013 przewodniczący partii Sprawy Publiczne (VV).

## Życiorys
Podjął nieukończone studia medyczne na Uniwersytecie Karola w Pradze, w 2003 uzyskał magisterium z zakresu bezpieczeństwa na Akademii Korpusu Policyjnego w Bratysławie. Od 1992 prywatny przedsiębiorca, m.in. dyrektor zarządzający w Agency Mellan i współwłaściciel spółki akcyjnej ABL. Działał głównie w sektorze ochrony i bezpieczeństwa.
Zaangażował się w działalność polityczną w ramach ugrupowania Sprawy Publiczne, uchodził za nieformalnego przywódcę partii. Współtworzył klub przedsiębiorców wspierających tę formację. W wyborach w 2010 uzyskał mandat deputowanego do Izby Poselskiej, który wykonywał do 2013. Od lipca 2010 do kwietnia 2011 sprawował urząd ministra transportu w rządzie Petra Nečasa. W latach 2011–2012 pełnił funkcję przewodniczącego klubu poselskiego Spraw Publicznych, a od lutego do listopada 2013 formalnie zajmował stanowisko przewodniczącego ugrupowania. W 2013 bez powodzenia ubiegał się o parlamentarną reelekcję z ramienia Świtu Demokracji Bezpośredniej.
W 2011 Vít Bárta został pomówiony o przekupstwo; sam polityk twierdził, iż przekazał jednemu z posłów VV pieniądze jedynie tytułem pożyczki. W tym samym roku przedstawiono mu zarzuty łapownictwa, w 2012 został nieprawomocnie skazany na karę pozbawienia wolności z warunkowym zawieszeniem jej wykonania. Wyrok ten został uchylony na skutek apelacji, w toku ponownego rozpoznania sprawy w 2013 polityk został prawomocnie uniewinniony. W 2014 Sąd Najwyższy nie uwzględnił złożonych w tej sprawie odwołań nadzwyczajnych, co definitywnie zakończyło postępowanie.
W międzyczasie po odejściu z parlamentu Vít Bárta powrócił do prowadzenia działalności gospodarczej.